# The Members
The Members — британская рок-группа, образованная вокалистом и автором песен Никки Теско в 1976 году в Камберли, Суррей, Англия, и исполнявшая панк-рок, позже — с элементами музыки реггей. Наивысшее достижение The Members в UK Singles Chart — #12 («Sound of the Suburbs», 1979) и #34 («Offshore Banking Business», 1979).
Группа выпустила четыре студийных альбома, из которых наибольший успех имел дебютный, At the Chelsea Nightclub (1979, #45 UK Albums Chart).

## История группы
В первый состав The Members, кроме Теско (настоящее имя — Ник Лайтоулерс, англ. Nick Lightowlers), вошли гитарист Гари Бэйкер, басист Стив Морли и барабанщик Клайв Паркер. Вскоре место Морли занял Крис Пэйн, а Эдриан Лилливайт заменил Паркера, который перешёл в The Planets, группу, не раз гастролировавшую с The Members. После её распада он стал участником Spizzenergi, а впоследствии играл в Big Country, Scary Thieves и The Expressway.
Группа самостоятельно записала несколько демо-плёнок, а затем, с помощью Стива Лилливайта (брата Эдриана) — трек «Fear On The Streets», который вошёл в самый первый релиз лейбла Beggars Banquet Records; панк-компиляцию Streets. Дебютный сингл The Members (теперь уже с новым участником Джей Си Кэрроллом в составе) вышел на Stiff Records, в серии One Off, и назывался Titled «Solitary Confinement». Затем ушёл Бейкер и группа начала активно гастролировать в составе: Теско (вокал), Джей Си Кэрролл (вокал, гитара), Найджел Беннетт (гитара), Крис Пэйн (бас-гитара), Эдриан Лилливайт (ударные).
В 1978 году, подписав контракт с Virgin Records, группа выпустила «The Sound of the Suburbs»: сингл, записанный продюсером Стивом Лилливайтом, стал хитом и той песней, с которой The Members остались в истории британской новой волны. Последовал сингл «Offshore Banking Business»: он не повторил успеха предшественника, но текст песни вызвал определённый резонанс в странах, где оффшорный бизнес процветал: с громким осуждением текста выступили члены парламента Багамских островов.
Дебютный альбом группы At the Chelsea Nightclub получил хорошую прессу, но поднялся в чартах лишь до #45. Ещё менее успешным оказался второй, The Choice Is Yours (1980); после него группа потеряла контракт с Virgin. Тем временем The Members уже стали известны в США: достаточно, чтобы начать зарабатывать себе на жизнь постоянными там гастролями.
Третий альбом Going West (в США он вышел под заголовком Uprhythm Downbeat), с синглом «Working Girl» (#34, US Maistream Rock), ставшим (согласно Allmusic) «культовой классикой» в США, стал для группы последним. Никки Теско в 1983 году после окончания американских гастролей покинул состав. В 1989 году он снялся в фильме Leningrad Cowboys Go America режиссёра Аки Каурисмяки, после чего некоторое время сотрудничал с Leningrad Cowboys, записав с ними песни «Thru The Wire» и «L.A. Woman». Теско снялся в ещё двух фильмах Каурисмаки.
Вскоре после ухода Теско The Members распались, после чего лишь в 2006 году выступили вместе — на дне рождения Джей Си Кэрролла, с гитаристом Гари Бэйкером. В 2007 году состоялся краткий реюнион, а в феврале 2009 года The Members выпустили сингл «International Financial Crises» (Smash The System Recordings), тематический сиквел к тридцатилетию «Offshore Banking Business». Участие в записи приняли Теско, Кэрролл, Пэйн и Беннетт.
В настоящее время Теско сотрудничает в качестве журналиста с Music Week и ведёт собственную программы «Roundtable» на 6 Music. Найджел Беннетт гастролирует в составе The Vibrators.

## Дискография

### Синглы
- «Solitary Confinement» (1978)
- «Sound of the Suburbs» (1979) UK #12
- «Offshore Banking Business» (1979) UK #34
- «Killing Time» (1979)
- «Romance» (1980)
- «Flying Again» (1980)
- «Working Girl» (1981)
- «Radio» (1982)[6]

### Альбомы
- At the Chelsea Nightclub (1979) UK #45
- 1980 - The Choice Is Yours (1980)
- Uprhythm, Downbeat (1982)
- Going West (1983)[6]